# Saint-Brice-sous-Forêt
Saint-Brice-sous-Forêt ist eine Gemeinde mit 15.209 Einwohnern (Stand 1. Januar 2022) in der Region Île-de-France, etwa 20 Kilometer von Paris entfernt. Sie gehört zum Kanton Deuil-la-Barre und zum Arrondissement Sarcelles im Département Val-d’Oise.

## Geschichte
Der Name der Gemeinde stammt vom gleichnamigen Heiligen Brictius von Tours (* um 370; † 444), auch Britius, Brixius, Briccius oder Bricio, dieser war der vierte Bischof von Tours und Nachfolger des hl. Martin in diesem Amt. Eine Urkunde aus dem 13. Jahrhundert weist das Dorf der Herrschaft des Adelsgeschlechtes Montmorency zu. Im 18. Jahrhundert gehörte es dem Grafen von Wien, Brigadier der Armeen des Königs.

## Bevölkerungsentwicklung
| 1962  | 1968  | 1975  | 1982  | 1990   | 1999   | 2006   | 2017   |
| ----- | ----- | ----- | ----- | ------ | ------ | ------ | ------ |
| 3.364 | 4.804 | 7.491 | 9.528 | 11.662 | 12.540 | 13.696 | 14.883 |

## Sehenswürdigkeiten
- Pavillon Colombe, erbaut im 18. Jahrhundert (Monument historique)

Siehe auch: Liste der Monuments historiques in Saint-Brice-sous-Forêt

## Persönlichkeiten
- Der Ökologe und Agrarwissenschaftler René Dubos (1901–1982) wurde in Saint-Brice-sous-Forêt geboren.
- Paul Éluard (1895–1952), einer der bekanntesten Poeten des Surrealismus, kaufte nach dem Ersten Weltkrieg ein Haus und lud Max Ernst, André Breton und Robert Desnos zu sich nach Saint-Brice-sous-Forêt ein.
- Die amerikanische Schriftstellerin Edith Wharton (1862–1937), aus einer New Yorker Patrizierfamilie stammend, lebte von 1919 bis zu ihrem Tod in Saint-Brice-sous-Forêt; nach ihr wurde eine Straße benannt.